# Edwin Landseer

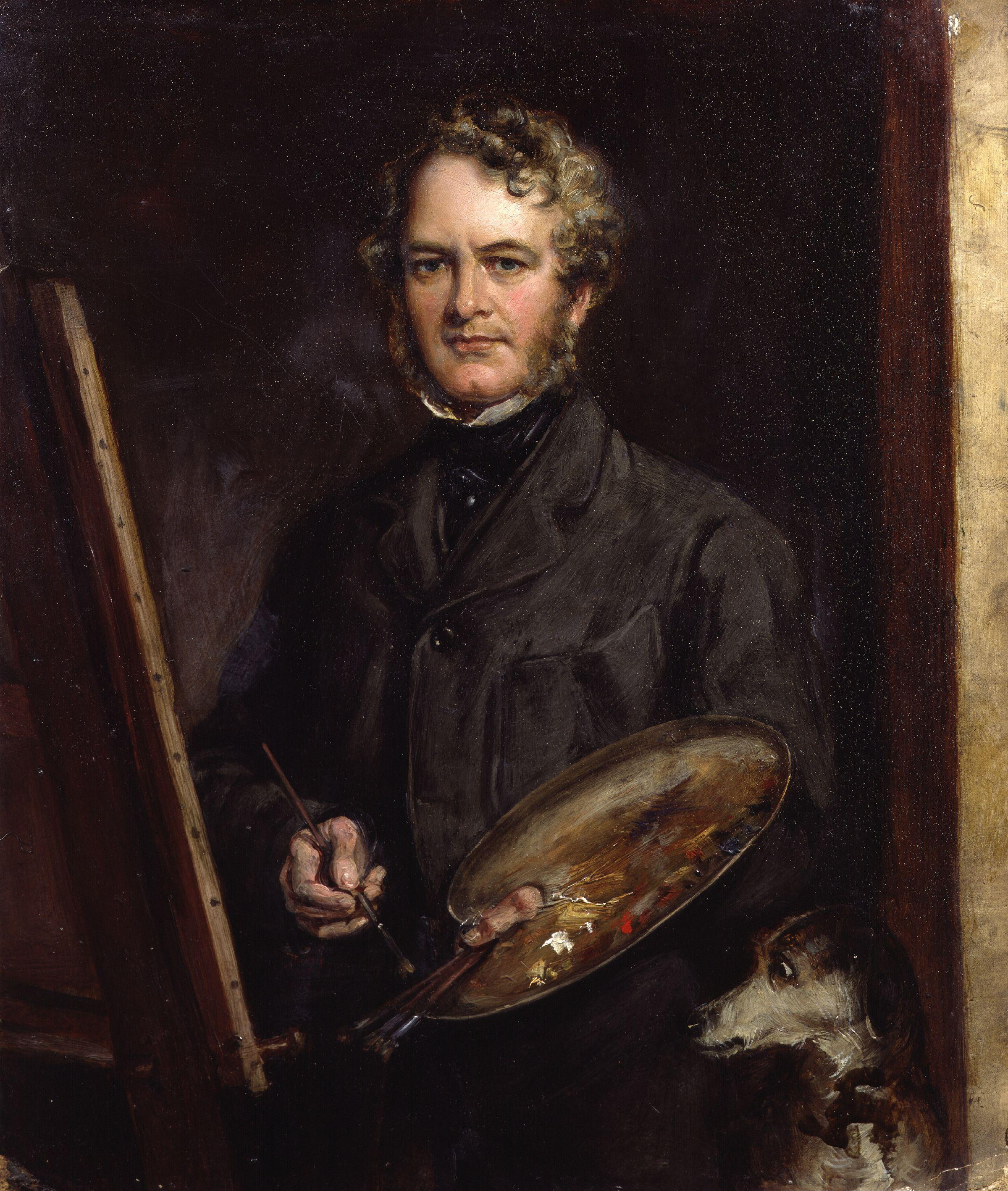
Landseer avmålad av Sir Francis Grant.

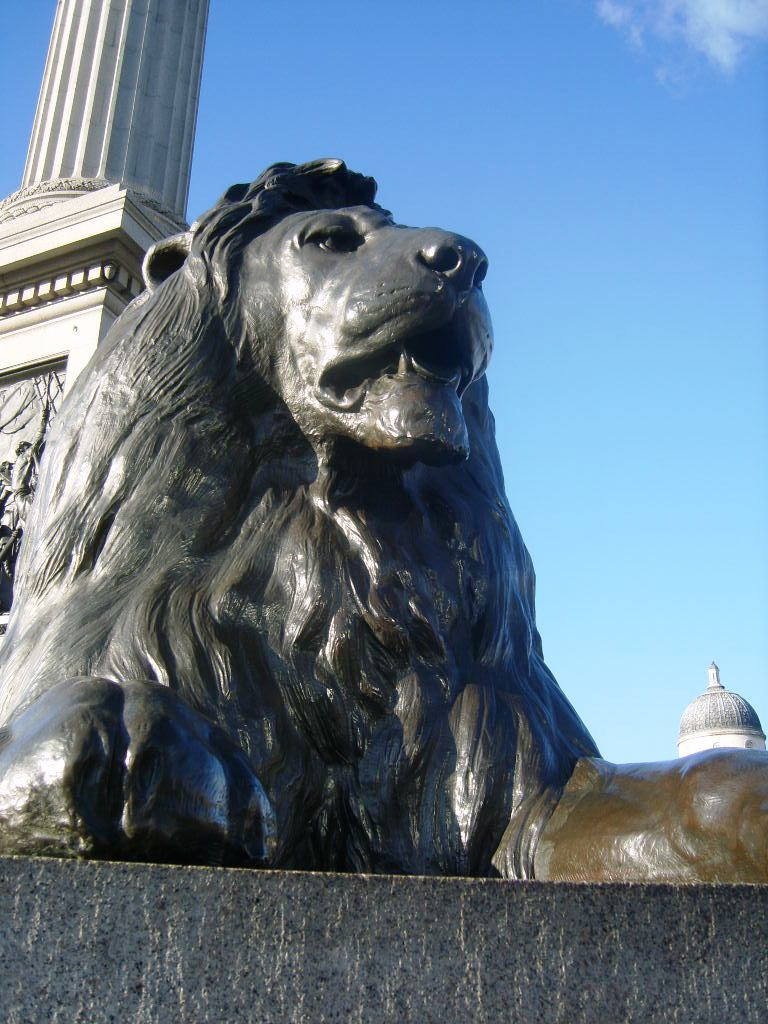
Bronslejon på Trafalgar Square.

Edwin Henry Landseer, född 7 mars 1802 i London, död 1 oktober 1873 i samma stad, var en brittisk konstnär som målade i den romantiska stilen. Hans motiv var främst djur och natur, inte minst hundar. Han har gett namn åt hundrasen landseer. Utöver måleri ägnade han sig åt skulptur, bland annat har han formgett de fyra lejonen som omger statyn av amiral Nelson på Trafalgar Square i London.

## Galleri

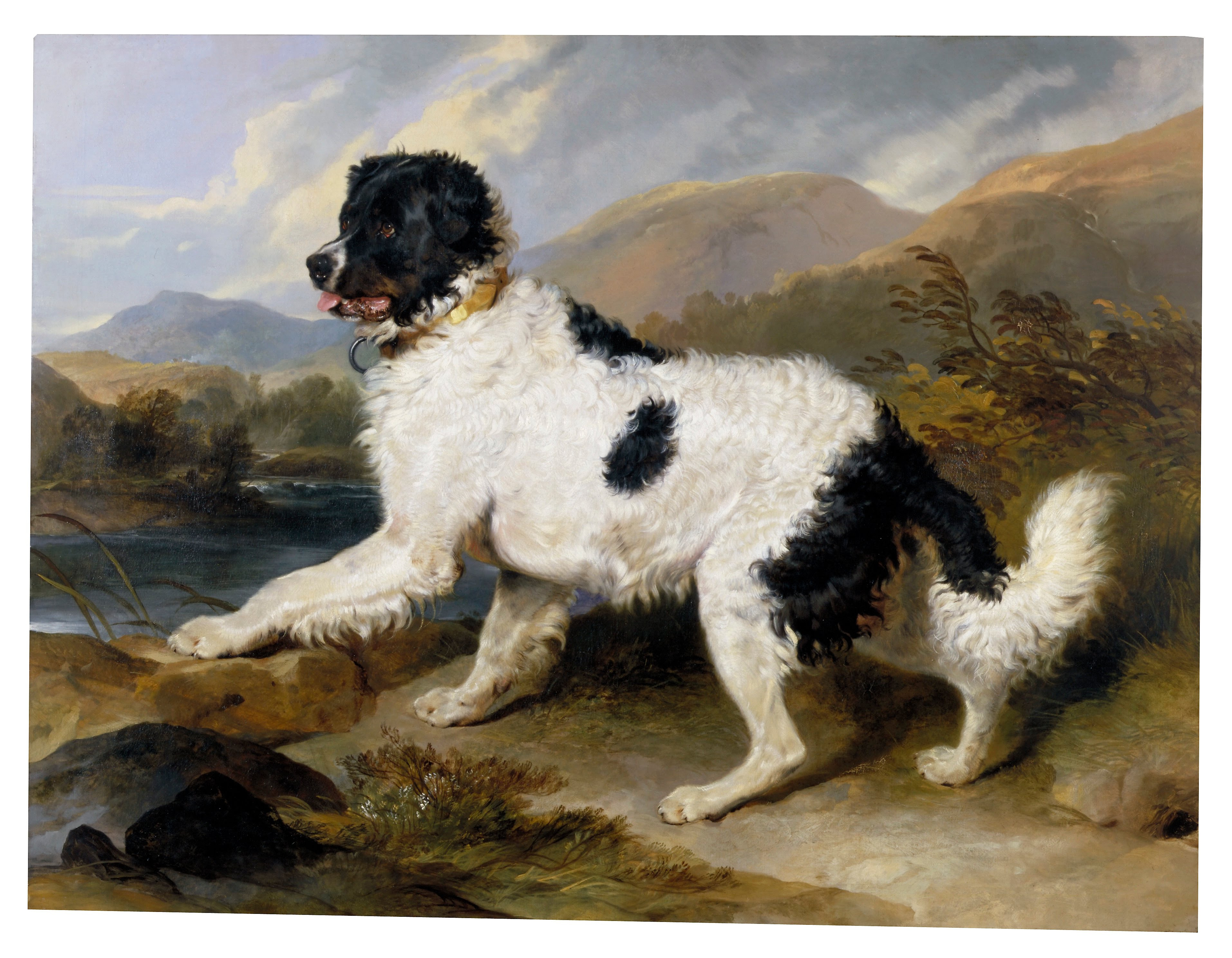
Lion: A Newfoundland Dog, 1824.
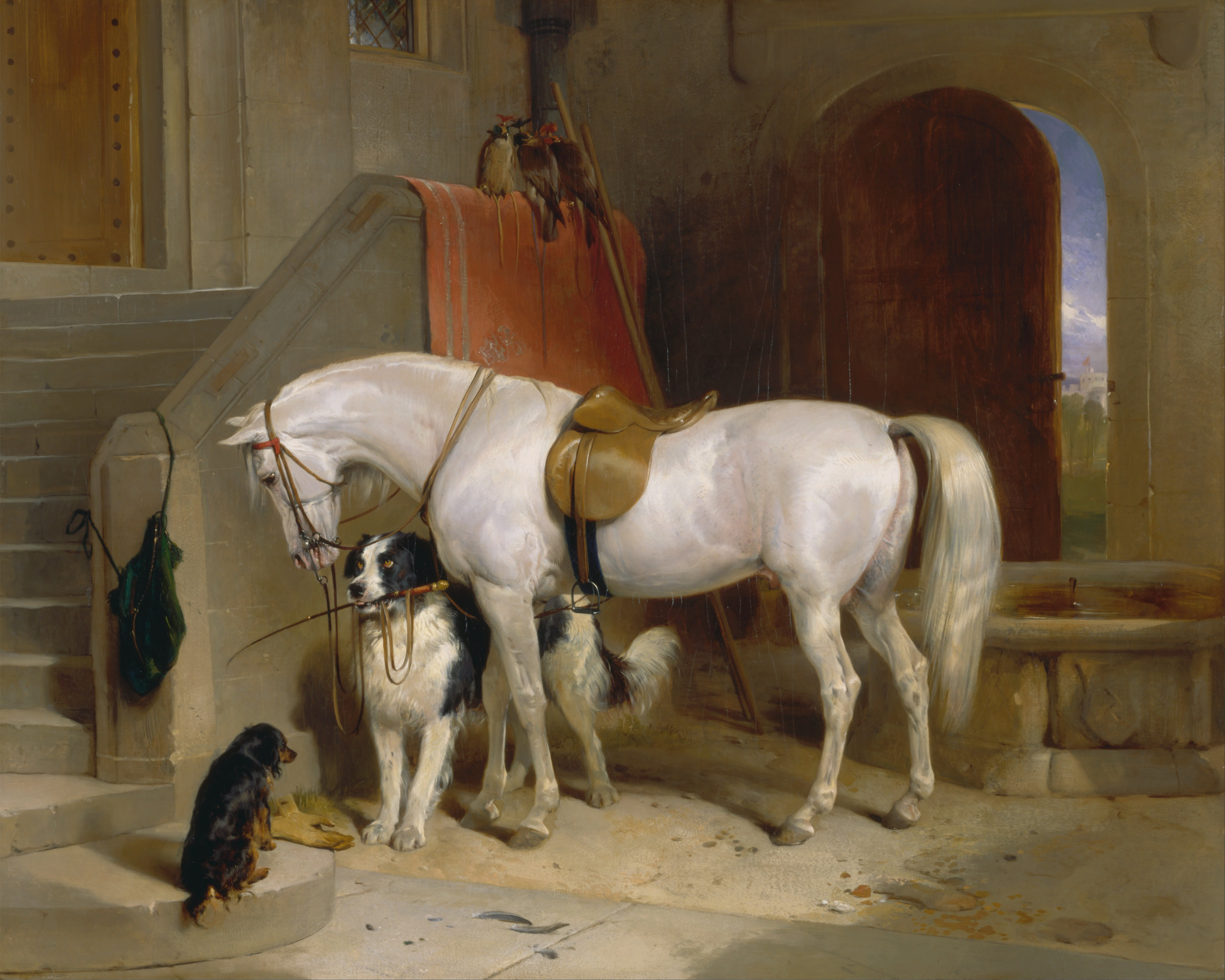
Favourites, the Property of H.R.H. Prince George of Cambridge, 1834.
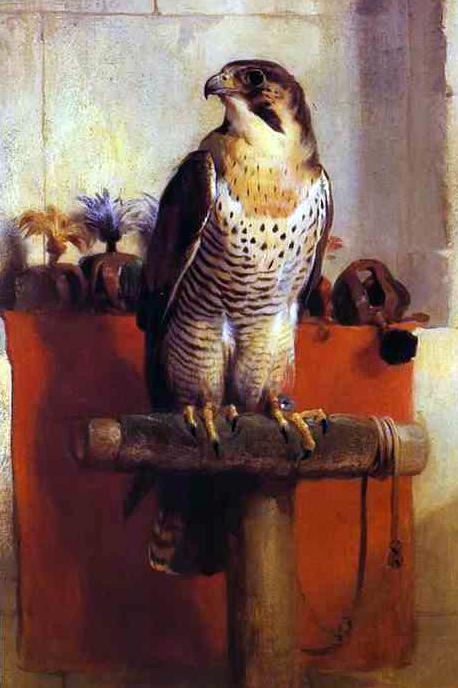
Falcon, 1837.
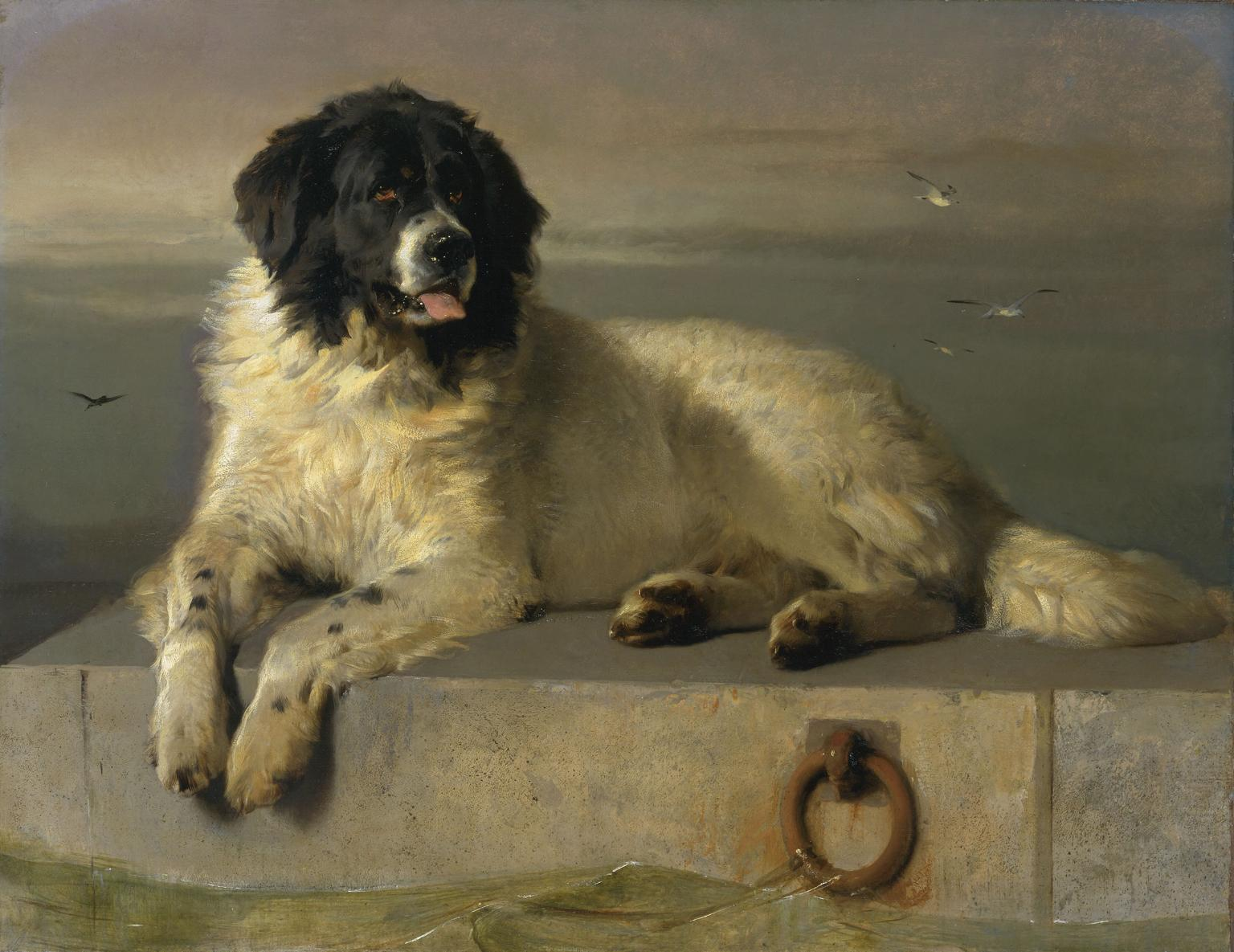
A Distinguished Member of the Humane Society, 1838.
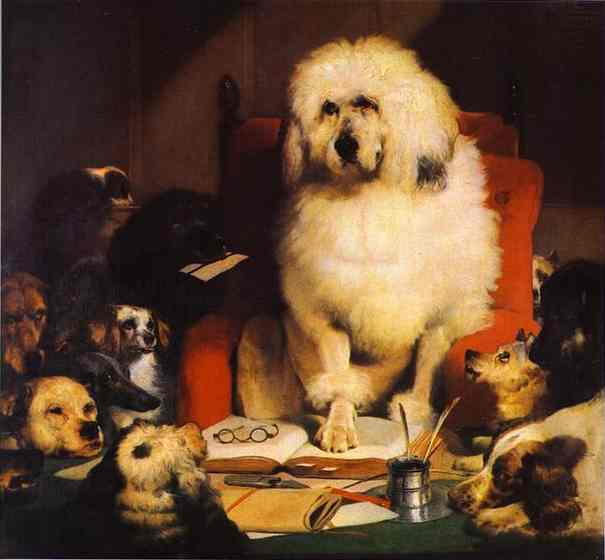
Trial by Jury/Laying Down the Law, 1840.
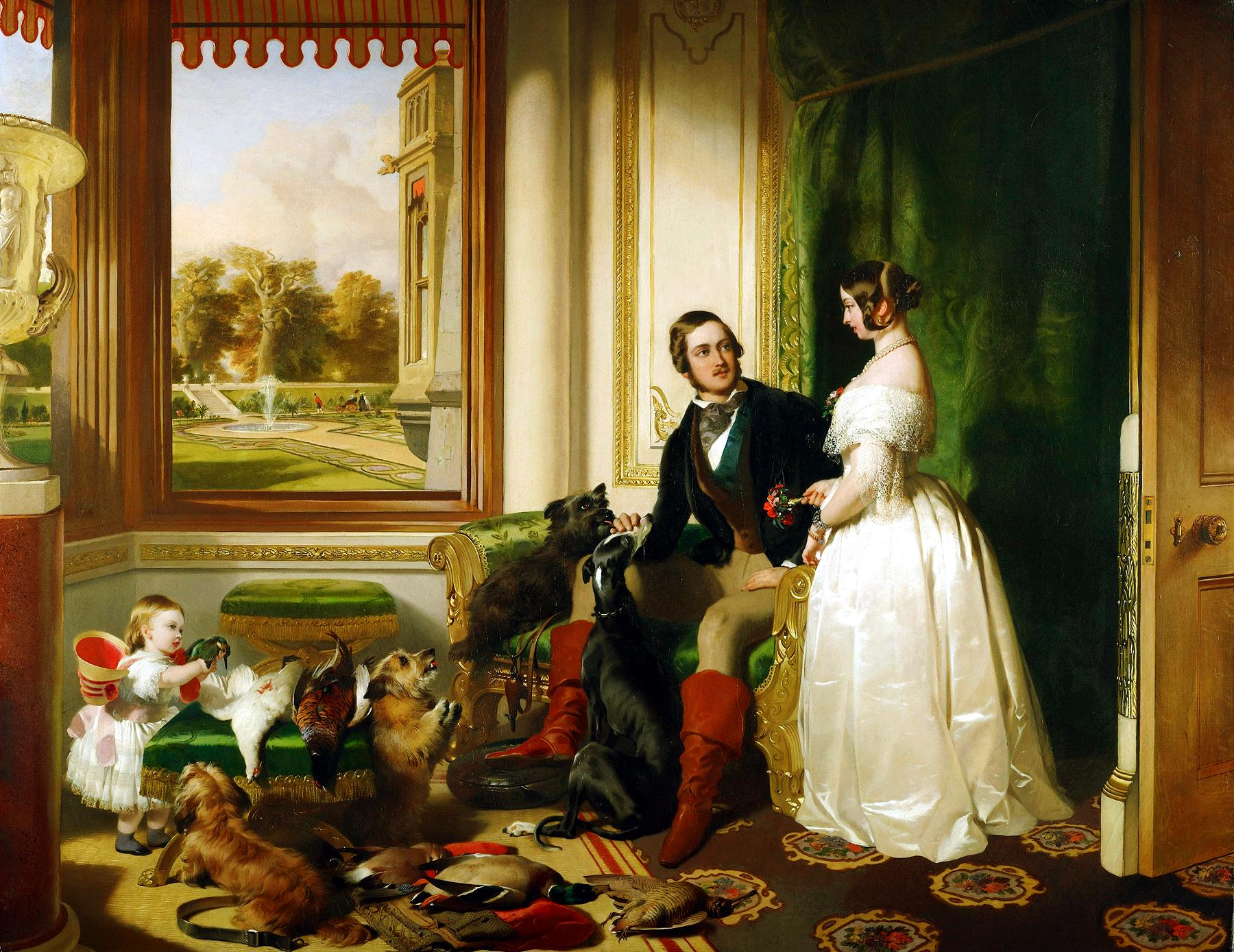
Windsor Castle in Modern Times, ca 1842.
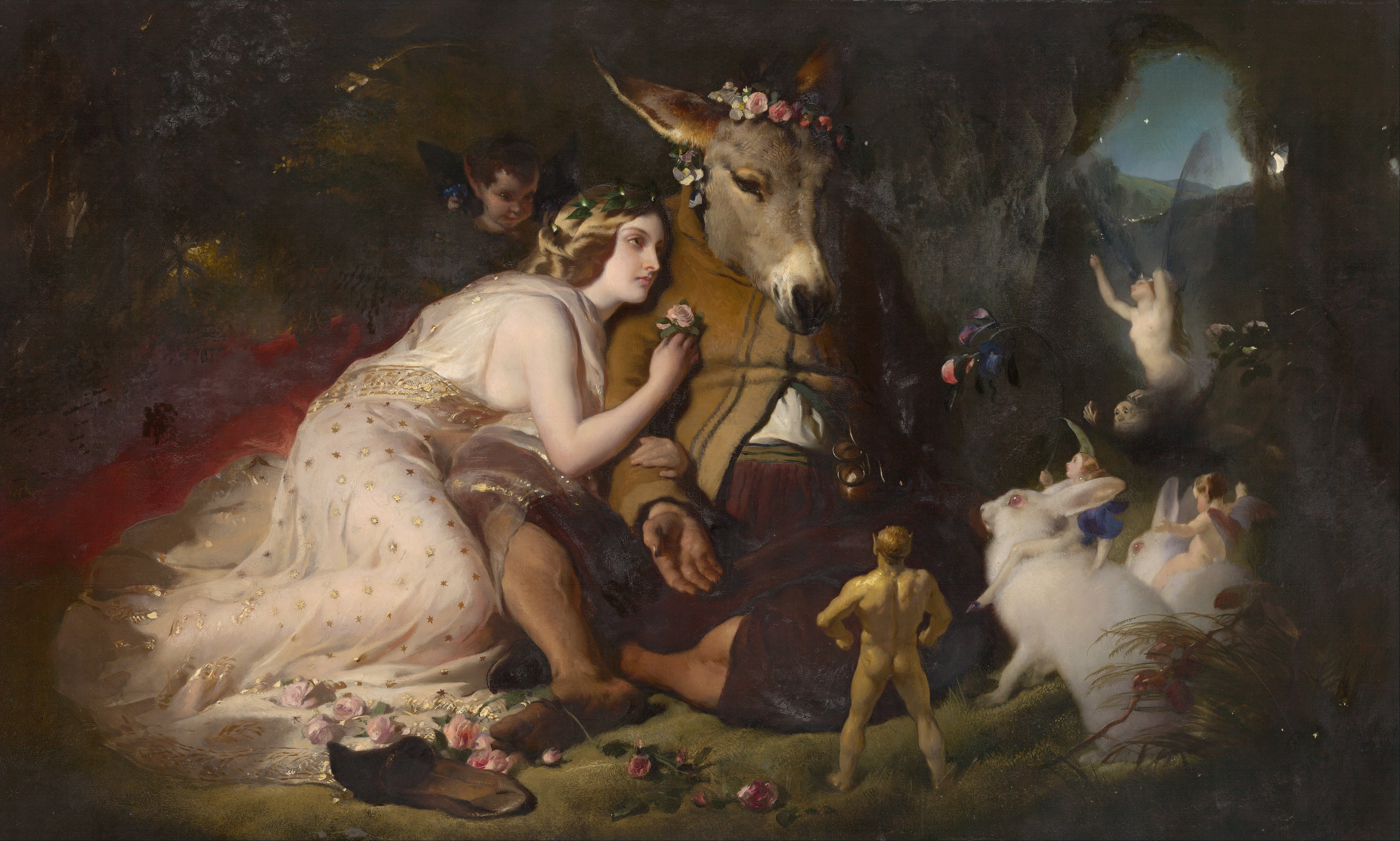
Scene from A Midsummer Night's Dream. Titania and Bottom, 1851.
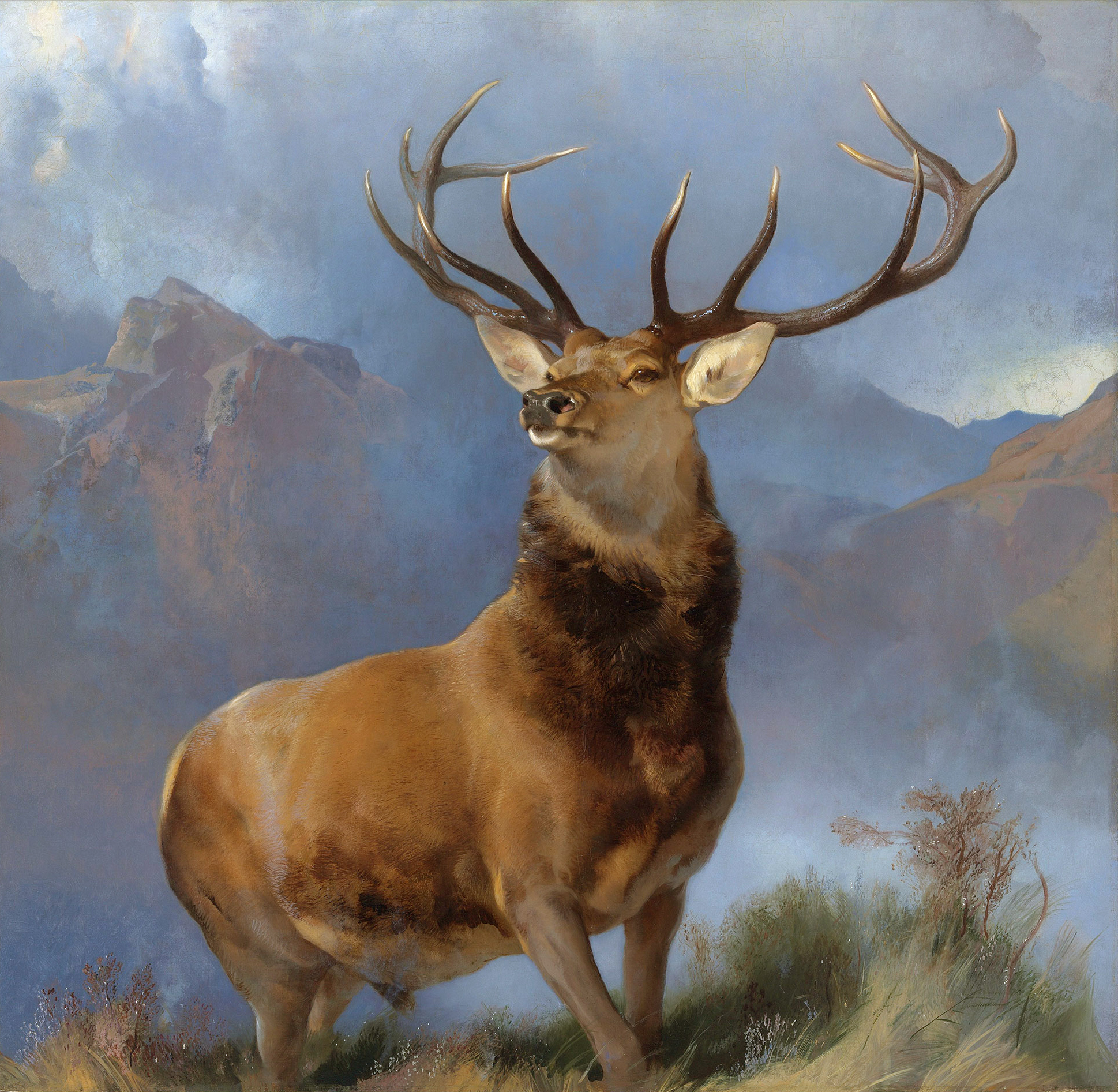
The Monarch of the Glen, 1851.
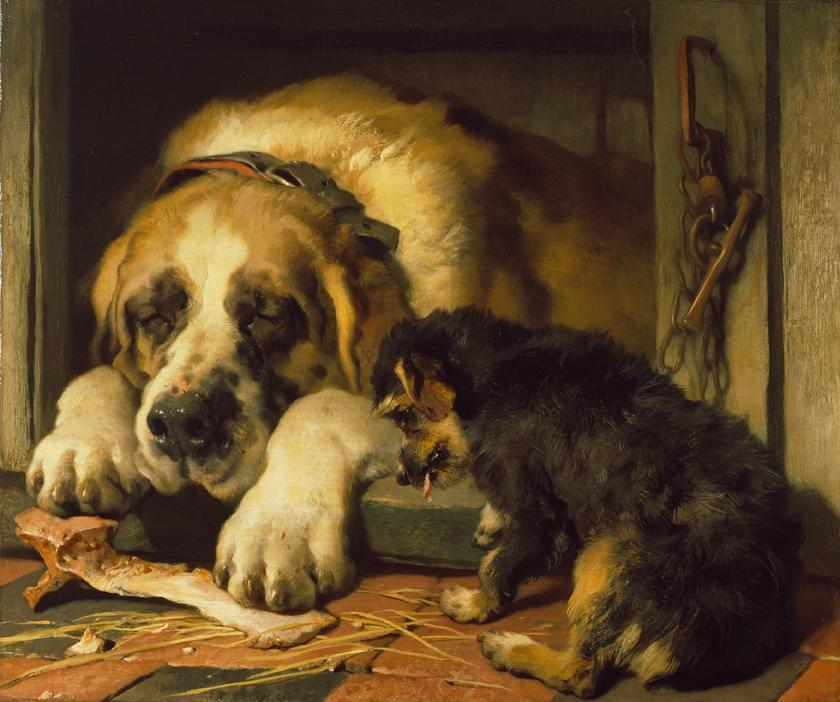
Doubtful Crumbs, 1858.
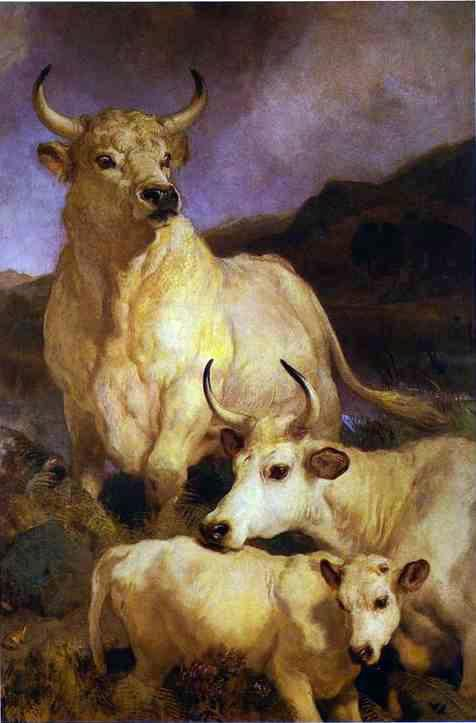
The Wild Cattle of Chillingham, 1867.